# Carlo Preda

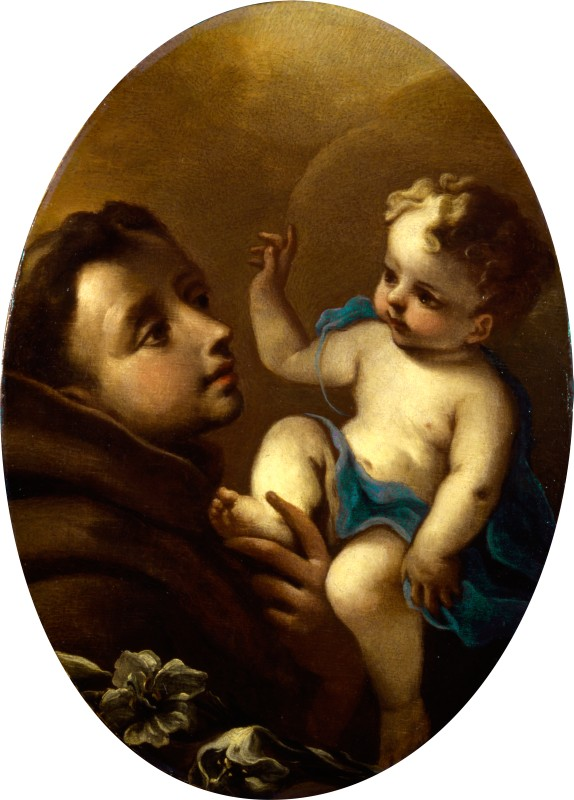
Carlo Preda, S.Antonio e Gesù Bambino, eseguito tra il 1700-1710, Fondazione Cariplo

Carlo Preda (Milano, 1651 o 1652 – 1729) è stato un pittore italiano.

## Biografia
Nacque a Milano da Andrea Preda e Bianca Bianchi. Il suo primo maestro fu lo zio Federico Bianchi e la sua prima opera fu l'Immacolata e santi del 1680, conservata in San Giorgio al Palazzo (Milano).
Artista di transizione dallo stile di Abbiati e Lanzani a quello di pittori più recenti come il Legnanino, attivo a Milano ma anche a Cremona, Pavia, Bergamo, Codogno, Busto Arsizio e nel novarese.

## Opere
Fra le opere:
- San Rocco, 190x250, olio su tela, oratorio dell'Immacolata, Cressa
- Sacra Famiglia, 215x160 cm, olio su tela, chiesa di San Leonardo, Pallanza
- Assunzione della Maddalena, 215x160 cm, olio su tela, chiesa di San Leonardo, Pallanza
- Il rogo dei filosofi, 1694, Pinacoteca del Castello Sforzesco, Milano
- S. Caterina visitata in carcere dall’imperatrice Faustina, 1694, Pinacoteca del Castello Sforzesco, Milano
- S. Caterina nello studio, dopo il 1694, Pinacoteca del Castello Sforzesco, Milano
- S. Caterina visitata in carcere dall’imperatrice Faustina, dopo il 1694, Pinacoteca del Castello Sforzesco, Milano
- S. Antonio e Gesù Bambino, 1700-1710, Fondazione Cariplo, Milano
- S. Antonio e Gesù Bambino, 1700-1710, Museo del santuario arcivescovile della Beata Vergine dei Miracoli di Corbetta, Corbetta